# Onthophagus corniculatus
Onthophagus corniculatus är en skalbaggsart som beskrevs av Reiche 1847. Onthophagus corniculatus ingår i släktet Onthophagus och familjen bladhorningar. Inga underarter finns listade i Catalogue of Life.